# Papuagrion flavipedum
Papuagrion flavipedum – gatunek ważki z rodziny łątkowatych (Coenagrionidae).